# Haus Vaterland (Berlin)
Das Haus Vaterland war von 1928 bis 1943 ein Vergnügungspalast mit Gaststättenbetrieb auf vier Etagen am Potsdamer Platz in Berlin und rund einer Million Besuchern im Jahr. Es zeigte weltweit erstmals das Konzept, Ideen eines Vergnügungsparks dauerhaft in der Stadtmitte zu präsentieren und kann damit als Vorläufer der heutigen Erlebnisgastronomie angesehen werden. Unter der Leitung von Leo Kronau ist dazu das Haus Potsdam umgebaut worden, ein 1912 errichtetes Bürogebäude mit einem der größten Kinosäle und dem größten Café Berlins.
Nach dem Großbrand infolge eines alliierten Luftangriffs im Jahr 1943 lief nur noch ein eingeschränkter Restaurantbetrieb weiter. Nach dem Kriegsende lag das Gebäude im Sowjetischen Sektor ungünstig an der Grenze, weswegen die darin eingerichtete HO-Gaststätte 1953 aufgegeben wurde. Mit einem Gebietstausch kam es 1972 in den Britischen Sektor und wurde 1976 abgerissen.

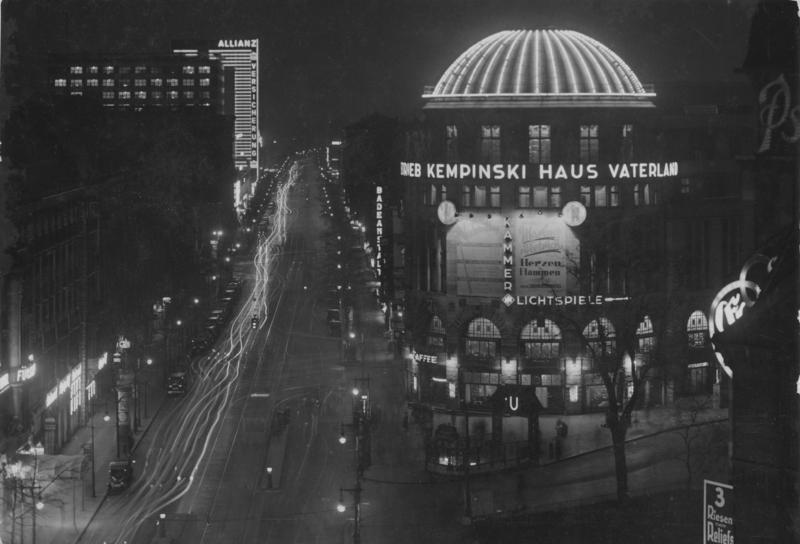
1932: Nächtlicher Blick vom Potsdamer Platz nach Südosten in die Stresemannstraße mit dem Haus Vaterland. Im Dunkeln links vorn das Hotel Fürstenhof, weiter hinten das gerade fertiggestellte Europahaus mit Allianz-Leuchtreklame.

## Konzept

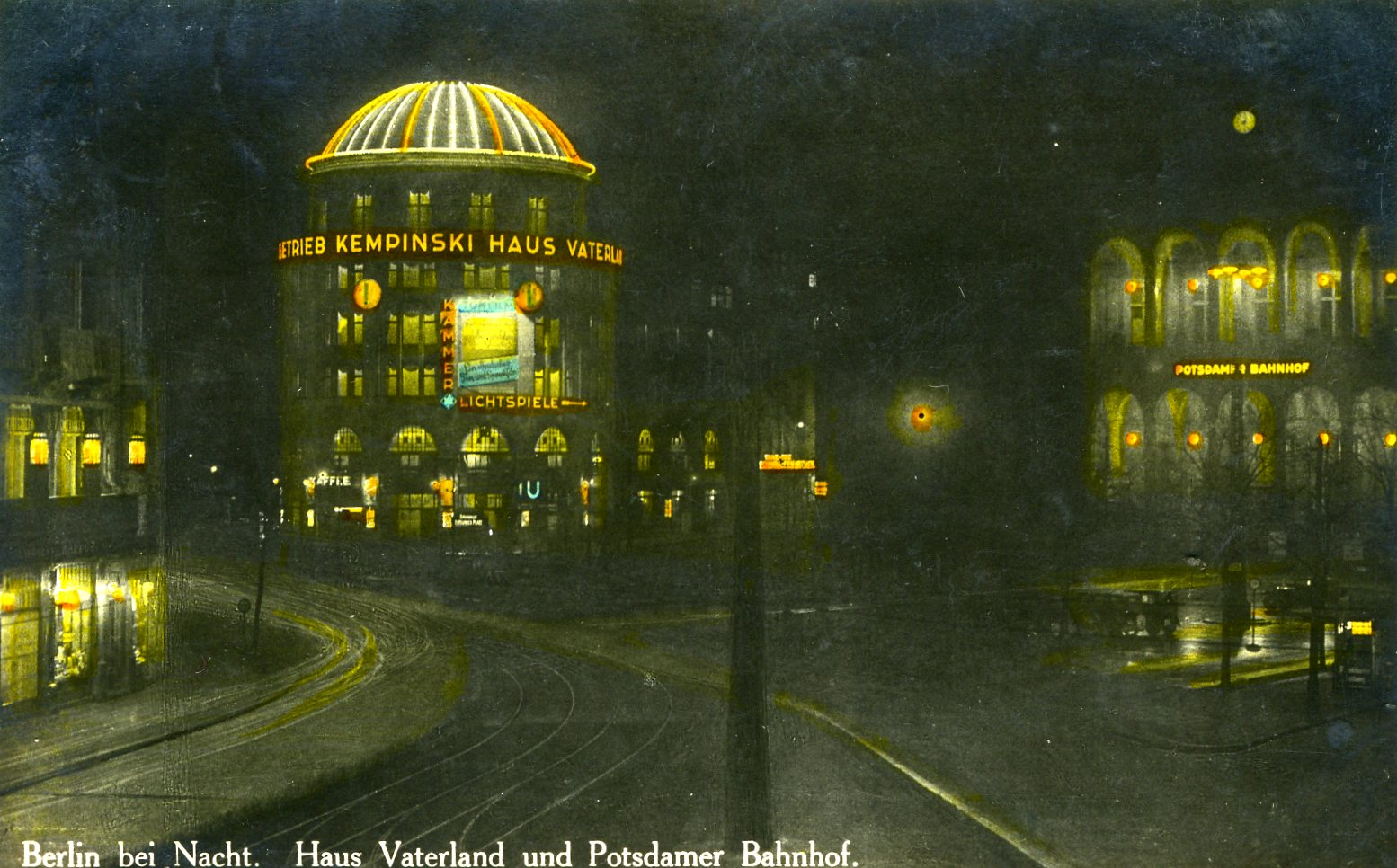
Haus Vaterland, 1930

### Ausstattung
Leo Kronau, der Direktor vom Haus Vaterland, hatte das Gebäude durchgehend pompös ausstatten lassen; bereits die Eingangshalle machte mit Warteräumen, vielen Telefonzellen und Aufzügen einen verschwenderischen Eindruck. Man hatte mit versilberter und vergoldeter Dekoration nicht gespart. Unter der Kuppel des Hauses befand sich der Palmensaal, ein verspiegelter Ballsaal nach Entwürfen von Ernst Stern unter Verwendung von Plastiken von Josef Thorak. Sein gefederter Fußboden nach einem britischen Patent, das zum ersten Mal auf dem Kontinent ausgeführt wurde, sollte stundenlanges Tanzen ohne Ermüdungserscheinungen ermöglichen. Die Kammerlichtspiele waren eins der größten Kinos der Stadt und von Carl Stahl-Urach (1879–1946) – auch innenarchitektonisch – gestaltet. Das Haus konnte insgesamt etwa 8000 Besucher aufnehmen.

### „Die Welt in einem Haus“
Die eigentliche Sensation des Hauses Vaterland stellten verschiedene Restaurants und Bars dar, die dem Gast das Gefühl gaben, in einem anderen Land zu sein: In allen Einrichtungen wurden nicht nur landesübliche Speisen und Getränke – oder was man dafür hielt – serviert, das Personal war auch landestypisch gekleidet und es gab passende Musik- und Varietédarbietungen. Vor allem aber hatte man in den Räumen eine Dekoration aufgebaut, die bis zu sechs Meter in den Raum hineinragte und mitunter den halben Saal einrahmte. So konnte man aus dem Fenster in eine Landschaft schauen. Alle Gasträume hatte der Wiener Künstler Carl Benesch gestaltet.

#### Zum Löwenbräu

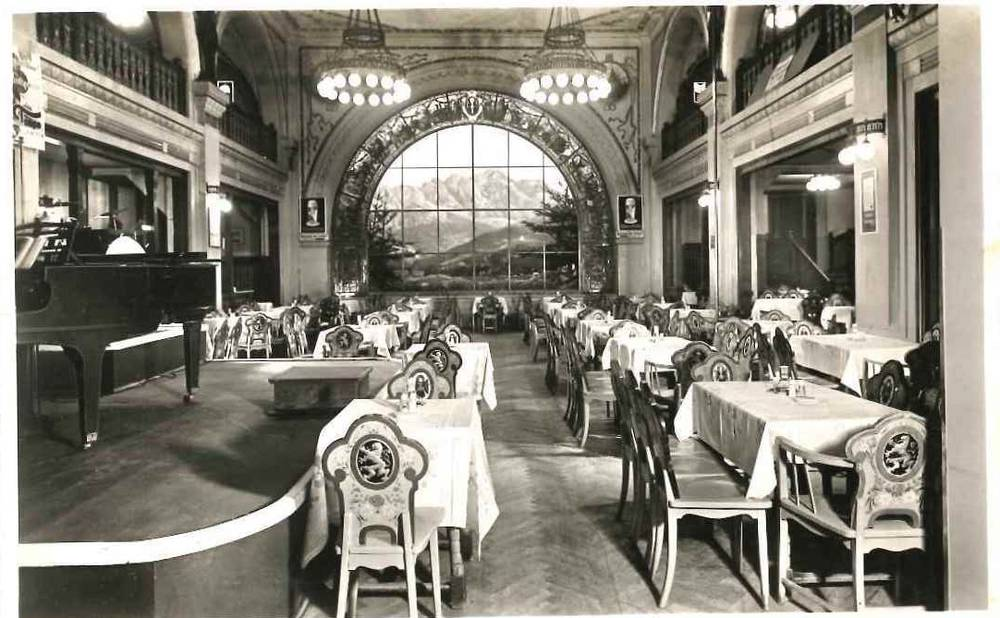
Zum Löwenbräu

Das bayrische Bierrestaurant Löwenbräu war ein großer Saal mit Galerie, der nicht wie eine Landgaststätte, sondern vielmehr wie ein Luxusrestaurant ausgestattet war. Es gab keine Möbel in dunklem Holz, sondern weiße Tischdecken, filigrane Stühle und Kronleuchter. Durch ein großes Fenster konnte man auf den Eibsee mit Eibsee-Hotel und die Zugspitze blicken, wobei die Beleuchtung jede Tageszeit bis hin zum Sonnenuntergang mit Alpenglühen simulieren konnte. An der gegenüberliegende Seite gab es große Glasmalereien, die die Herstellung von Bier zeigten. Das „Quick-Lunch“ bot den Gästen im Löwenbräu von 11:30 bis 15 Uhr einfache Speisen an, die unter den Augen der Gäste im Saal zubereitet wurden. Löwenbräu war damals die größte bayrische Brauerei.

#### Wiener Grinzinger
Die Heurigen-Schenke Wiener Grinzinger wurde durch ein Alt-Wiener Basteitor betreten und es bot einen Ausblick auf Wien mit dem Stephansdom. Mit der Lichtanlage konnte dabei auch das nächtliche Wien dargestellt werden.

#### Bodega
In der kleinen spanischen Taverne saß man auf Fässern und die Tische waren ebenfalls Fässer. Sie zog 1930 in einen anderen Raum.

#### Czarda
Die Czarda war ein ungarisches Dorf-Wirtshaus.

#### Wildwestbar
Die Wildwestbar nannte sich Arizona-Bar und lag im vierten Stock. Es war ein Blockhaus mit Stalllaternen unter der Decke und amerikanischen Jagdtrophäen an der Wand. Von einem Vordach aus sah man auf den Delaware River und die Gebirgskette der Rocky Mountains. In der Bar servierte der Kellner Bayume Mohamed Husen.

#### Türkisches Café
Wenige Schritte von der Wildwestbar entfernt lag auf der gleichen Etage das Türkische Café. Es sollte „Tausendundeine Nacht Märchenzauber“ vermitteln und war dafür aufwendig mit Marmorfußboden und -säulen ausgestattet. Man hatte ein orientalisches Café im maurischen Stil geschaffen, mit Diwans als Sitzgelegenheiten und kleinen Tischen, auf denen Wasserpfeifen bereitstanden. Durch maurische Fenster konnte man auf den Bosporus und damit auf einen sonnigen Orient blicken.

#### Japanische Teestube
Das japanische Teehaus war mit „original japanischem Service“ ausgestattet.

#### Deutsches Caféhaus
Das Café war vom ursprünglichen Gebäude übernommen worden, es hatte seine Räumlichkeit also nie geändert. Es hatte aber eine neue Gestaltung bekommen, da seine Wände erneuert werden mussten. Mit dem Umbau ging die Umbenennung von Deutsches Kaffeehaus Vaterland in Deutsches Caféhaus einher, da nun das gesamte Gebäude Vaterland hieß. In dem Café fanden unverändert abends bis weit in die Nacht hinein ein Bühnenprogramm statt, sodass es für Berlin eine mit dem Moulin Rouge vergleichbare Bedeutung hatte.

#### Bremer Kombüse
Die Bremer Kombüse war eine für Bremen typische Trinkstube, in der Grog, Punsch, roter Wein und Bier ausgeschenkt wurden. Sie wurde 1930 in den Raum eingerichtet, in dem sich ursprünglich die Bodega befand.

#### Zum Teltower Rübchen
Der Bierkeller Zum Teltower Rübchen kam 1931 hinzu, er wandte sich vor allem an die Bauern aus Teltow, die mit der Vorortbahn anreisten.

#### Osteria
Die italienische Osteria ersetzte die Czarda.

#### Kempinski-Rheinterrassen

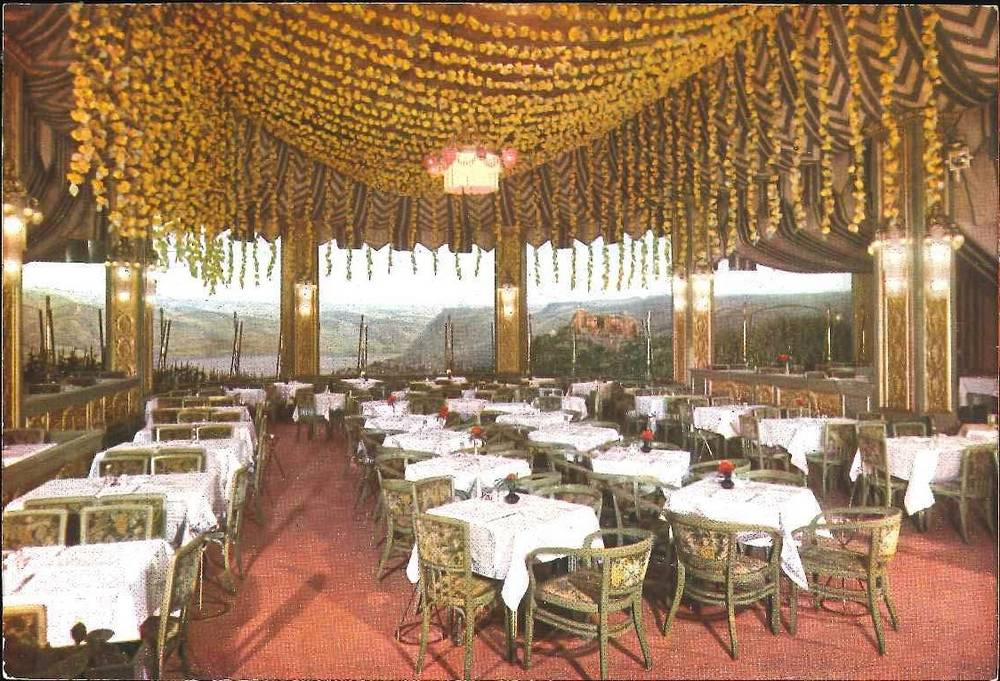
Rheinterrassen

Die Rheinterrassen erstreckten sich über zwei Etagen und waren damit nicht nur das größte Restaurant im Haus, sie boten auch die größte Sensation:

„Im Haus Vaterland ißt man gründlich, hier gewitterts stündlich“

Man hatte das Rheintal bei St. Goar mit Blick auf die Burg Rheinfels und den Loreleyfelsen nachgebaut. Zu jeder Stunde wurde die Saalbeleuchtung gedämpft, woraufhin eine hell erleuchtete Stadt zu erkennen war. Es wurde ein Wind simuliert, der die Wolken verdichtete, zwischen denen zitternde Sterne leuchteten. Am Horizont zogen Lichtstreifen vorüber, verbunden mit Donnerschlägen und Regen aus der Wasserleitung. In der Dekoration fuhren Modelleisenbahnen und Schiffsmodelle, in Kooperation mit der Lufthansa wurden sogar Flugzeugmodelle an dünnen Fäden bewegt. Da „Terrasse“ bedeutete, dass es keine Wand zwischen den Gästen und der Landschaft gab, schützten rahmenlose Glasscheiben die Gäste bei dem Wetterschauspiel vor Nässe. Die Rheinterrassen befanden sich unterhalb des Ballsaals und damit auch unterhalb der Kuppel, die Landschaftsinstallation lag in der Rundung des Gebäudes.

### Technik
Um jedwede Geruchsbelästigung zu vermeiden, gab es eine Zentralküche im Dachgeschoss, die sämtliche Restaurants versorgte. Es handelte sich um die größte Küche Europas mit der größten Gaskochanlage der Welt. In ihr arbeiteten 80 Köche und 120 Hilfsköche. Die Bestellungen der 150 Kellner trafen mit der Rohrpost ein und die Speisen wurden mit Paternosteraufzügen in die Gaststätten transportiert. Im Haus gab es Laufbänder für das schmutzige Geschirr, eine Müllverbrennungsanlage, eine Belüftungsanlage mit 200.000 m³ Luftdurchsatz in der Stunde und eine Niederdruck-Dampfheizung mit acht Kesseln.

### Publikum

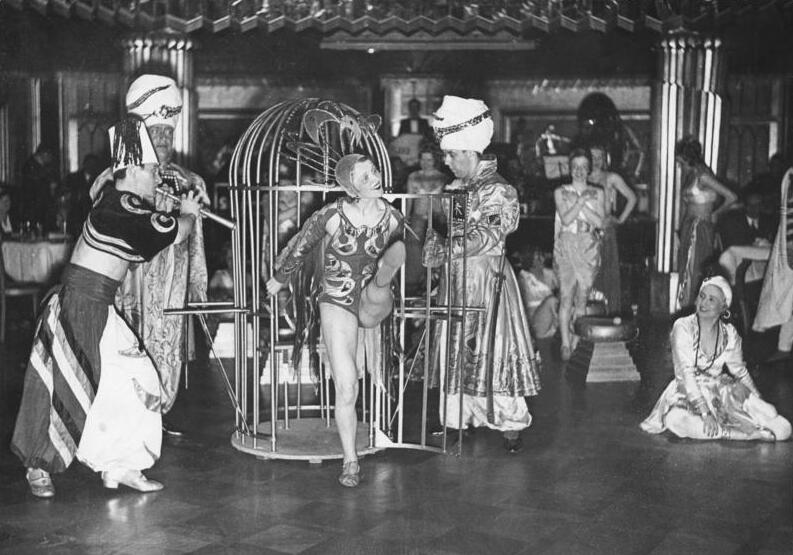
Varietévorführung im Haus Vaterland

Der Eintritt ins Haus Vaterland kostete eine Reichsmark und war mit keinerlei Mindestverzehr verbunden. Es gab Suppe und Würstchen für 50 Pfennig ebenso, wie Hummer, Kaviar und Champagner. Mit Nachmittagsveranstaltungen wie Tanztee und Modeschauen und einer Kinderbetreuung wandte man sich auch an ein weibliches Publikum. Damit wollte die Betreiberfamilie alle Gesellschaftsschichten ansprechen, unter den Gästen waren aber Angestellte am häufigsten und damit eine Bevölkerungsschicht, die in der Zeit der Weimarer Republik stark zunahm. Vertreter der Hochkultur hingegen blickten häufig naserümpfend auf das Haus Vaterland, vor allem Siegfried Kracauer mit seiner Aussage von 1930, es sei ein „Asyl für die geistig Obdachlosen“.

### Vaterland Girls
Zum Haus gehörten auch die Vaterland Girls: 16 Tänzerinnen, die dem Schönheitsideal der Weimarer Republik entsprachen und mitunter halbnackt auftraten. Sie probten am Vormittag und traten dann von 20 bis 1 Uhr in der Nacht auf, wobei sie durchs ganze Haus zogen. Ihr Programm wechselte alle vier Wochen. Ergänzt wurden sie durch vier Männer, die als „Biedermeierstudenten“ angezogen Studentenlieder sangen.

## Geschichte

### Haus Potsdam (1912–1927)

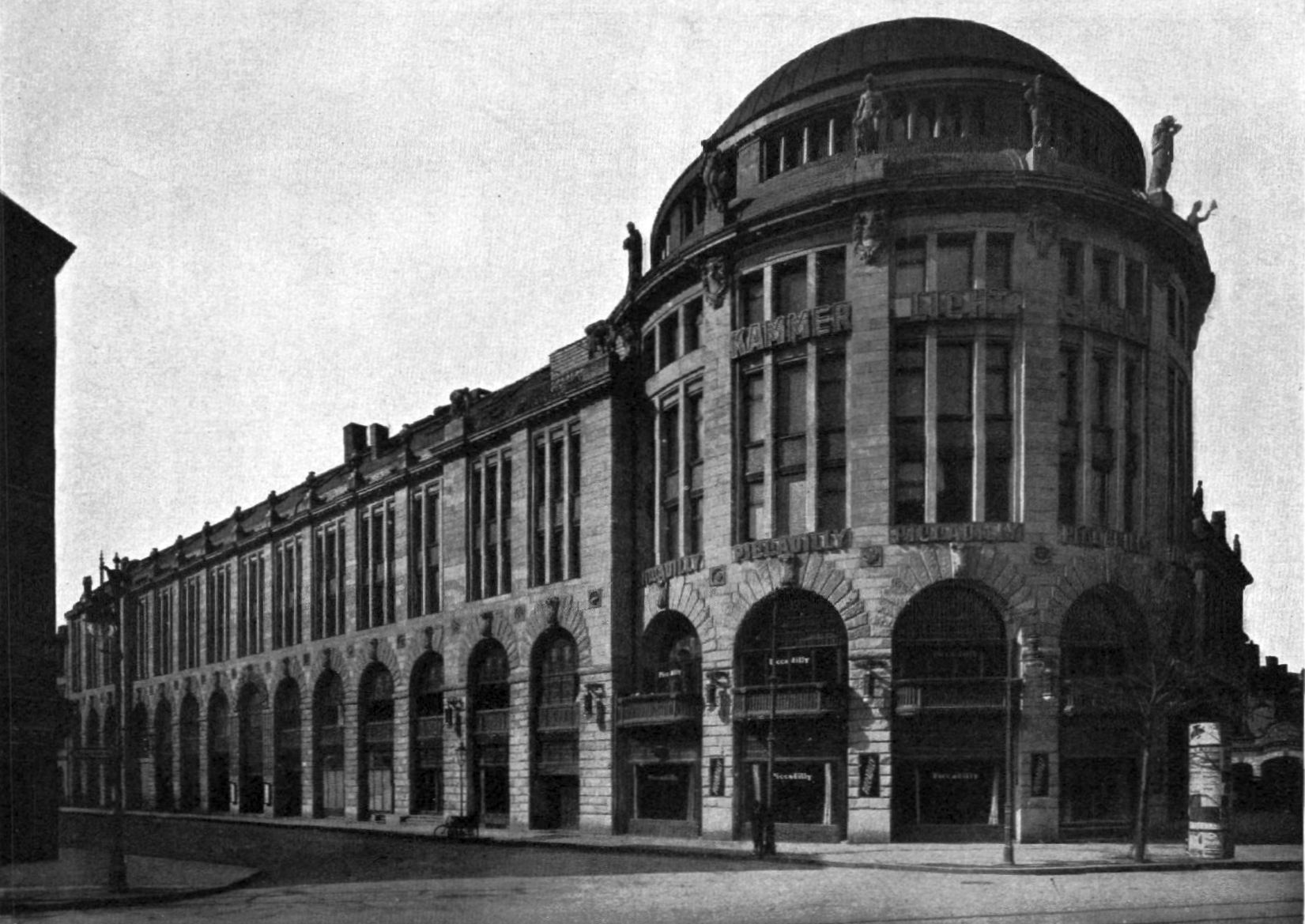
Das Haus Potsdam kurz nach Fertigstellung, 1913

#### Ausgangslage
Berlin wuchs bereits mit der beginnenden Industrialisierung schnell, das Tempo nahm aber mit dem Aufstieg zur Reichshauptstadt im Jahr 1871 nochmals zu. Um die Jahrhundertwende kamen dabei neuartige Häuser auf, nämlich große Bürogebäude, die in ihrem Erdgeschoss viel Platz für Einzelhandelsgeschäfte oder Gaststätten boten. Ein solches beabsichtigte die Baugesellschaft am Potsdamer Platz AG – 1911 umbenannt in Bank für Grundbesitz und Handel AG – am Potsdamer Platz zu bauen, Vorbilder waren das Haus Trarbach in der Behrenstraße und das Haus Bayernhof in der Potsdamer Straße. Dazu kaufte man vier Mietshäuser, um sie abzureißen. Das so entstandene Grundstück lag an der westlichen Seite der Köthener Straße. Es war zwar zum Potsdamer Platz hin sehr schmal, lag aber ausgesprochen verkehrsgünstig, da es unmittelbar an den Potsdamer Bahnhof grenzte und hier seit 1902 auch eine U-Bahn-Station existierte. Der Potsdamer Platz war kein Platz im eigentlichen Sinn, vielmehr eine Verkehrskreuzung, jene mit dem größten Verkehrsaufkommen in ganz Berlin.

#### Bau
Von Februar 1911 bis Februar 1912 ließ die Bank für Grundbesitz und Handel nach Plänen des Architekten Franz Schwechten und des Statikers Otto Leitholf ein sechsgeschossiges Gebäude errichten und nannte es nach seiner Lage Haus Potsdam. Dieses Haus sah insbesondere mit den Steingewölben über den Bogenfenstern so aus, als sei es konventionell aus Kalk- und Sandsteinen gemauert. Tatsächlich handelte es sich aber um einen modernen Stahlskelettbau, der bereits bei der Errichtung einiges Aufsehen erzeugte. Er war 90 m lang und 23 m breit und kam über die gesamte Länge ohne Stützen im Innenraum aus, auch die Kuppel wurde nur durch das Skelett getragen. Das Gebäude bot 3400 m² Bürofläche, das gigantische Café Piccadilly und die ebenfalls recht großen Kammer-Lichtspiele am Potsdamer Platz, deren Saal fünf kräftige Stahlträger in voller Breite überspannten. Das gesamte Gebäude kostete drei Millionen Mark (kaufkraftbereinigt in heutiger Währung: rund 19,3 Millionen Euro).

#### Café Piccadilly
Der Name Piccadilly sollte großstädtisches Flair vermitteln, man hatte ihn von der berühmten Londoner Straßenkreuzung Piccadilly Circus übernommen: Das war nicht nur wie der Potsdamer Platz ein Verkehrsknotenpunkt, er vermittelte mit seinen Leuchtreklamen auch im Deutschen Reich modernes Großstadtleben. So leuchteten am Haus Potsdam nachts die Schriftzüge „Picadilly“ und „Kammer-Lichtspiele“. Die Inneneinrichtung des Cafés fiel pompös aus, allein der gelb-grüne Marmor für die Wandverkleidung kostete 200.000 Mark. Es gab Wand- und Deckengemälde sowie Skulpturen, die teils noch im Jugendstil gehalten waren. Das Picadilly befand sich auf zwei Etagen im vom Potsdamer Platz aus gesehen vorderen Teil des Gebäudes, also unter der Kuppel, wobei die Gäste der zweiten Etage auf einer Empore saßen und infolgedessen herabschauen konnten. Mit 2500 Sitzplätzen handelte es sich um das größte Café in der Stadt, wobei seine Dimension auch weltweit erstaunte. Betrieben wurde das Picadilly von Heinrich Braun, einem Berliner Unternehmer, der mehrere bedeutende Cafés in der Stadt unter sich hatte. Mit dem Picadilly ging er ein nennenswertes Risiko ein, musste der doch einen Umsatz von 2500 Mark am Tag erreichen, um Verluste zu vermeiden. Er konnte aber später behaupten: „Vom ganzen Reich sind die Leute täglich nach Berlin gekommen, um das Weltwunder zu besichtigen.“ Das Café fand nämlich großen Anklang, sogar der Kronprinz Wilhelm mit seiner Gattin Cecilie und somit der Hochadel gehörten zu den Gästen.

#### Kammer-Lichtspiele am Potsdamer Platz

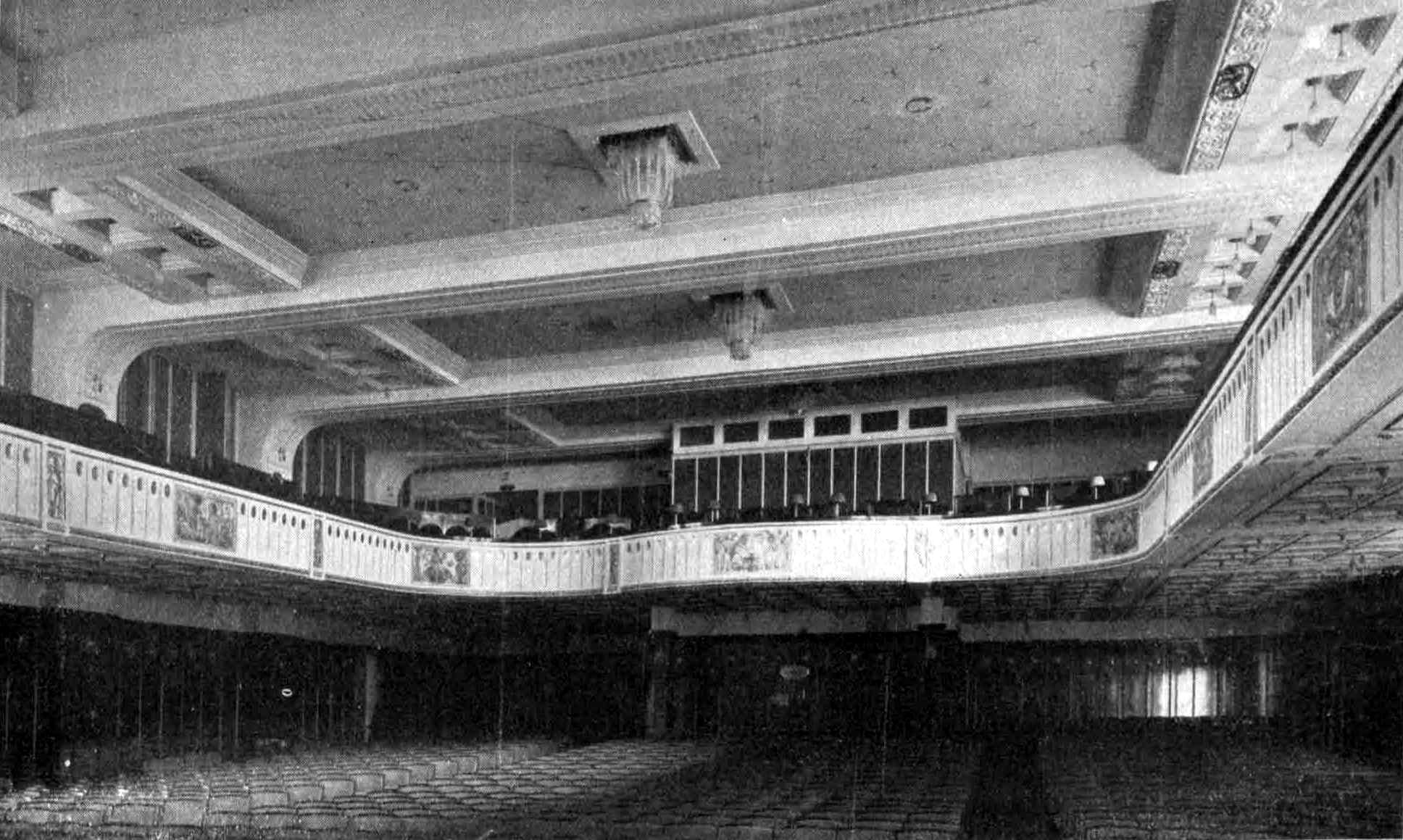
Kinosaal, 1912

Das erste Berliner Kino öffnete 1895 seine Pforten, zehn Jahre später gab es schon über 100 Kinos in der Stadt. Sie wurde zunehmend größer und luxuriöser, was besonders für die Kammer-Lichtspielen galt. Sie lagen im ersten Stock des Hauses Potsdam und boten eine 5,55 m hohe und 6 m breite Leinwand, unter der ein kleines Orchester Platz fand, sowie rund 1200 Sitzplätze.

#### Erster Weltkrieg

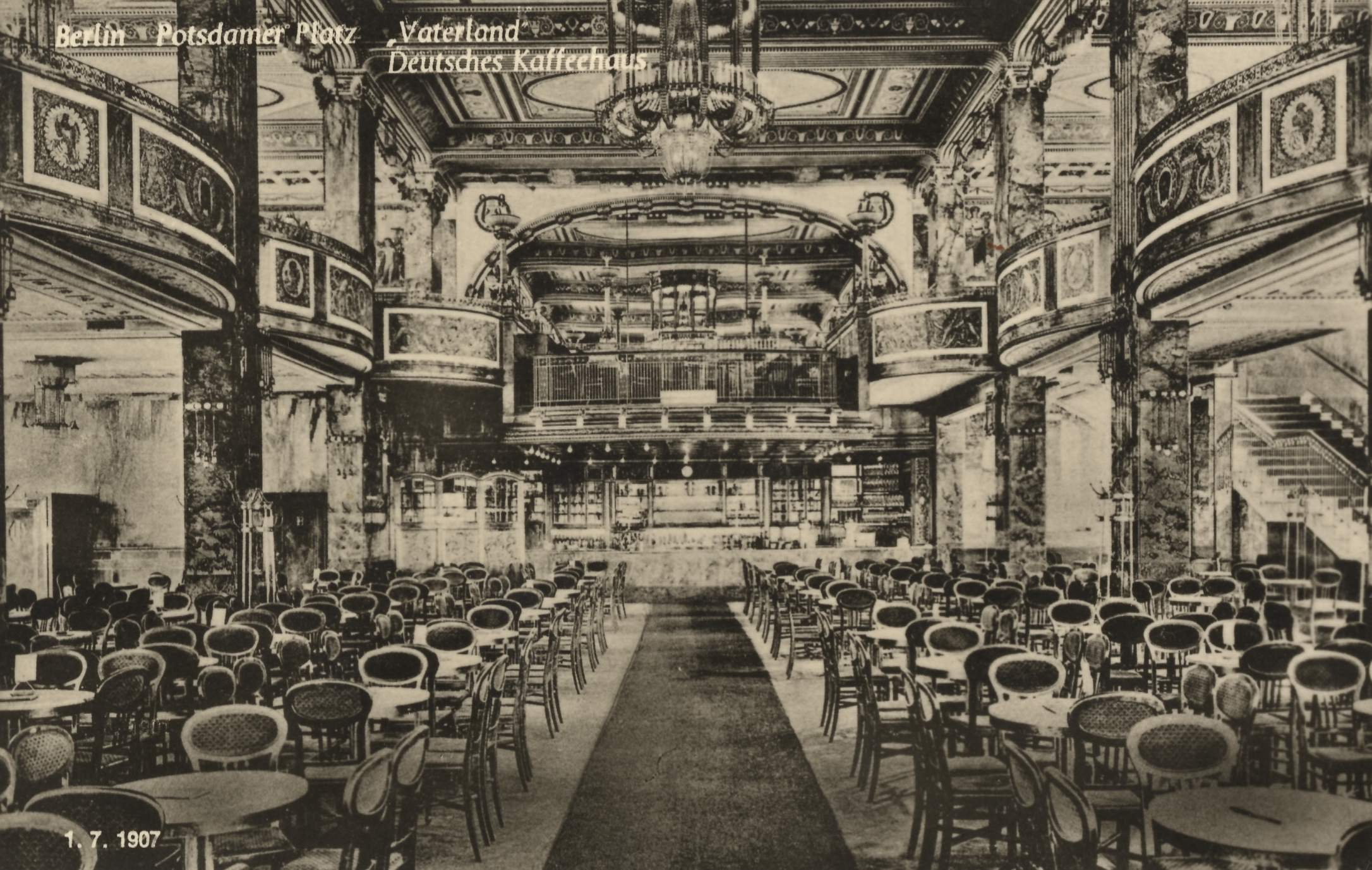
Deutsches Caféhaus Vaterland (falsches Datum im Bild)

Der Nationalismus des Ersten Weltkriegs führte gleich nach seinem Ausbruch, nämlich im August 1914 zur Umbenennung von Café Piccadilly in Deutsches Kaffeehaus Vaterland, kurz Kaffee Vaterland. 1917 ging der Besitz des Hauses von der Bank für Grundbesitz und Handel an die UFA über.

#### Weimarer Republik
1919 nahm die UFA in den Büroräumen ihren Hauptsitz. Sie geriet während der 1920er Jahre in immer größere finanzielle Schwierigkeiten und stand schließlich vor dem Bankrott. Daraufhin kaufte Alfred Hugenberg das Unternehmen und somit auch das Haus Potsdam im März 1927. Hugenberg war lediglich am Lichtspielhaus, nicht aber am gesamten Haus Potsdam interessiert, woraufhin es zum sofortigen Rückkauf durch die Bank für Grundbesitz und Handel kam, bei dem sich Hugenberg dauerhafte Nutzungsrechte für das Kino sicherte.
Das Kaffee Vaterland lief nach dem Krieg zunehmend schlechter und warf kaum Gewinn ab, weswegen seine Inneneinrichtung die ganze Zeit über unverändert blieb. Das Nachtleben Berlins verlagerte sich nämlich weg vom Potsdamer Platz hin zum „Neuen Westen“, der Gegend rund um den Auguste-Viktoria-Platz. So kam es bereits 1926 zur Übernahme durch die Hotelkette M. Kempinski.

### Haus Vaterland (1928–1943)

#### Leo Kronau
Treibende Kraft bei dem Umbau zum Haus Vaterland war Leo Kronau. Über ihn ist wenig bekannt. Er war aber am Aufbau des Vergnügungsparks in Wien beteiligt, wo die Besucher sich von 1895 bis 1901 wie in Venedig fühlen konnten. Möglicherweise kannte Kronau auch den Vergnügungspark auf Coney Island aus eigener Anschauung, wo den Gästen eine Reise zum Mond per Luftschiff geboten wurde, einschließlich Wettersimulation mit Gewitter. Beides, die Illusion von Wetterereignissen, wie auch von fremden Ländern spielten später für das Haus Vaterland eine große Rolle. 1905 inszenierte Kronau im Londoner West End eine Seeschlacht mit simuliertem Bombenabwurf und Einsatz von Maschinengewehren. Später arbeitete er im Filmgeschäft und leitete den Vergnügungspark Kaisergarten in Wien. 1926 übernahm er die künstlerische Leitung des Lunaparks in Berlin.
Solche Vergnügungsparks kamen im ausgehenden 19. Jahrhundert sowohl in Europa wie auch in den USA auf. Sie befanden sich am Rande von Großstädten und boten Gaststätten, Varieté- und Tanzvorführungen, Fahrgeschäfte sowie Attraktionen aller Art. Kronau sah in ihnen zwei Nachteile. Zum einen lagen sie außerhalb der Stadt, sodass die Besucher zumeist im Rahmen eines Tagesausflugs, also kaum während der Woche kamen. Zum anderen waren sie stark wetterabhängig. Es gab zwar auch überdachte Attraktionen, letztlich erschienen die Besucher aber weder bei Regen noch im Winter. Deswegen wandte sich Leo Kronau 1926 an die Familie Kempinski mit dem Vorschlag eines Vergnügungspalasts in Stadtmitte. Er traf auf offene Ohren, gab daraufhin seine Position beim Lunapark auf und leitete den Umbau zum Haus Vaterland sowie anschließend dessen Betrieb. Nach einem halben Jahr verließ er das Haus Vaterland aber wieder. Kronau starb am 7. Februar 1930 mit etwa 57 Jahren in Berlin und wurde am 20. Februar auf dem Wiener Zentralfriedhof begraben.

#### Umbau

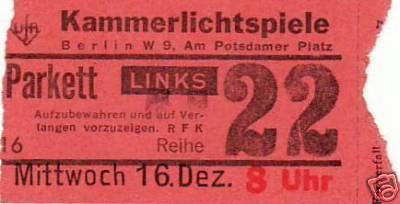
Eintrittskarte für das Kino, 1940er Jahre

Für den Umbau kam es zur Gründung der Haus Vaterland Gaststätten GmbH, in deren Aufsichtsrat saßen der Eigentümer, also die Bank für Grundbesitz und Handel; die Banken, die den Umbau finanzierten; die Familie Kempinski, die den Betrieb und die Belieferung übernahm. Das Kino pachtete die UFA, alle übrigen Räume Kempinski. Kempinski übernahm auch die Oberleitung und bekam für zehn Jahre das ausschließliche Lieferrecht für Lebens- und Genussmittel zu festgelegten Vorzugspreisen. Die Stahlskelett-Bauweise des Hauses Potsdam kam den Umbauplänen entgegen, so konnte man alle Etagen komplett abbrechen, ohne die Außenwände des Gebäudes zu beschädigen. Beim Wiederaufbau ließen sich dann die Pläne für die verschiedenen Gaststätten mitsamt ihren Zugängen optimal realisieren. Der Umbau kostete zwölf Millionen Mark (kaufkraftbereinigt in heutiger Währung: rund 52 Millionen Euro), wovon die aufwendige Technik das meiste verschlang. In der Werbung hieß es, dass eine Million Arbeitsstunden aufgewendet wurden und 110 Eisenbahnwaggons Baumaterial mit 1500 Fuhren herbeigeschafft werden mussten, um den Bau zu einer der „repräsentativsten Weltschöpfungen unserer Reichshauptstadt“ zu machen. Des Weiteren besäße das Haus einen 6-kV-Anschluss an das Elektrizitätsnetz und 100 Motoren für die elektrisch betriebenen Anlagen.
Zur Wiedereröffnung am 31. August 1928 wurde eine Werbebroschüre herausgegeben, in der die Besonderheiten des Hauses, die einzelnen Gaststätten und einzelne Programmpunkte beschrieben wurden. Da das Kaffee Vaterland weithin bekannt war, lag es nahe, diesen Namen für das gesamte Gebäude zu verwenden, woraufhin es nun Haus Vaterland – Betrieb Kempinski hieß.

#### Weltwirtschaftskrise
Bereits ein Jahr nach der überaus erfolgreichen Eröffnung machte die Weltwirtschaftskrise dem Haus Vaterland zu schaffen. Dies hatte einige Sparmaßnahmen zufolge, so fand das teure Wetterschauspiel vor den Rheinterrassen nur noch gelegentlich statt.

#### Zeit des Nationalsozialismus
Nach der „Machtergreifung“ der Nationalsozialisten im Jahr 1933 konnte der Betrieb zwar im Wesentlichen weitergehen, musste aber arisiert werden. Dies betraf die dargebotenen Aufführungen ebenso, wie die dargestellten fremden Länder. So musste die Wildwest-Bar von Arizona-Bar in Kolonialstube umbenannt werden. Bei der Familie Kempinski handelte es sich um Juden, dennoch konnte die OHG M. Kempinski & Co bis zu den Olympischen Spielen 1936 Gewinne erwirtschaften, anschließend sorgten Repressalien der Nationalsozialisten binnen weniger Monate für den finanziellen Ruin. Nach ersten Gesprächen im September 1936 ging das Unternehmen und damit auch der Betrieb des Hauses Vaterland nach langwierigen Verhandlungen an Aschinger über. Ein bereits zuvor von Kempinski übernommenes Tochterunternehmen hatte man in M. Kempinski & Co. Weinhaus und Handelsgesellschaft mbH umbenannt und diese GmbH pachtete durch einen Vertrag vom 29. April 1937 die Kempinski-Betriebe von der OHG. Nachdem eine Verordnung vom Frühjahr 1941 den Verzicht auf jüdische Firmennamen forderte, kaufte die GmbH die bekannte Weinstube F. W. Borchardt mit dem Recht, den Namen fortzuführen und es kam zur Umbenennung der GmbH in F. W. Borchardt Weinhaus und Handelsgesellschaft mbH im November 1941 und dann noch einmal in F. W. Borchardt GmbH im Juli 1943.
Im Zweiten Weltkrieg wurde das Deutsche Caféhaus dazu genutzt, jeden Abend durchreisende Soldaten zu unterhalten. Zu den Conferenciers gehörte eine Zeitlang Peter Frankenfeld. Von den Soldaten begeistert gefeiert, gastierten dort populäre Tanzorchester wie das von Kurt Widmann, die auch verbotene Swing-Titel spielten, was stillschweigend geduldet wurde. Das Tanzen war aber in den Kriegsjahren eingeschränkt.

### Ruine (1943–1976)

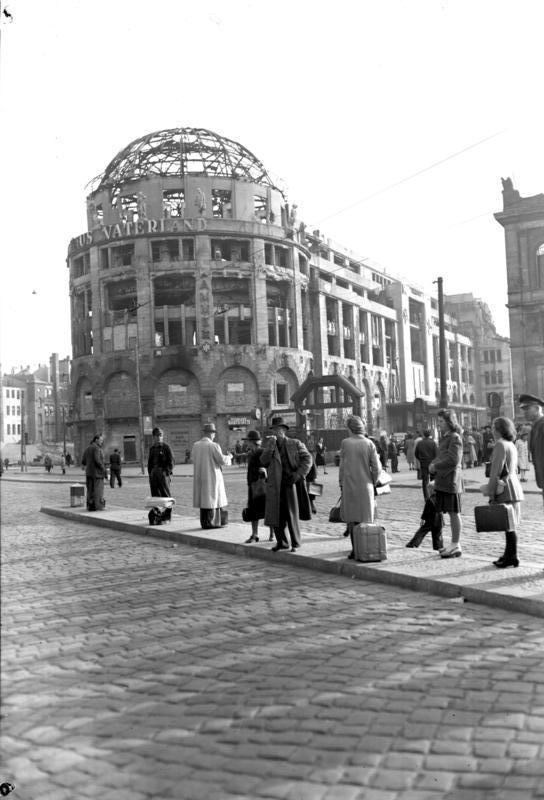
Haus Vaterland mit schweren Kriegsschäden, Oktober 1947

#### Luftangriffe
Die oberen Etagen des repräsentativen Baus wurden nach alliierten Luftangriffen im November 1943 von Sprengbomben getroffen, woraufhin er im Bereich des Mittelbaus ausbrannte. Daraufhin stand nur noch das Café zur Verfügung, was für das Haus Vaterland das Ende bedeutete. Nach weiteren Luftangriffen und den Kämpfen zum Kriegsende 1945 brannte dann auch das Café aus.

#### Im Sowjetischen Sektor

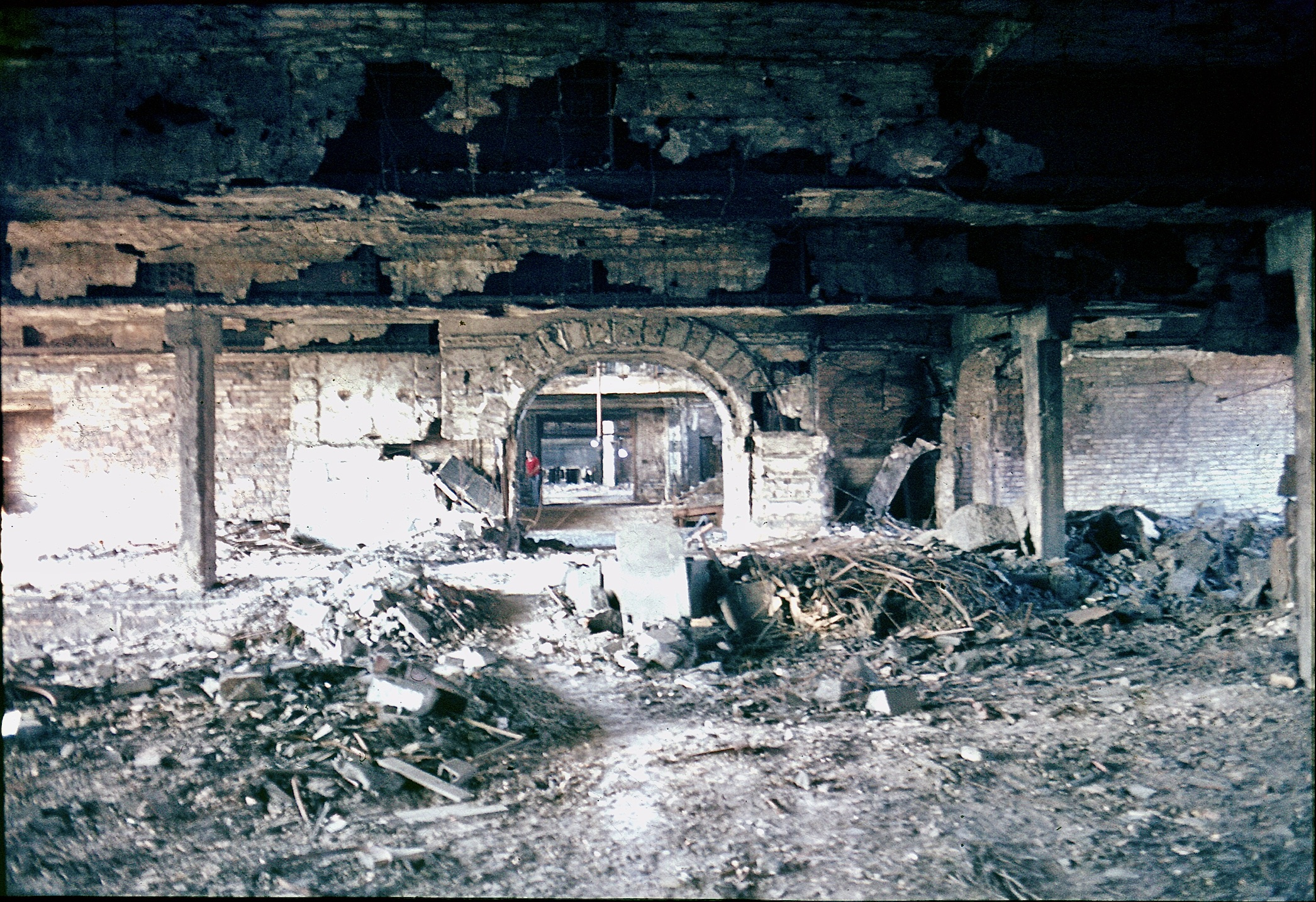
Mittelhalle und Foyer, 1973

Nach Ende des Zweiten Weltkriegs lag das Gebäude im Sowjetischen Sektor Berlins direkt an der Grenze. Die Köthener Straße, an der das Gebäude lag, gehörte bereits zum Britischen Sektor. Zunächst wurden die Räume des Deutschen Caféhauses mit einfachen Mitteln und schlichtem Mobiliar wieder hergerichtet und unter dem Namen HO-Gaststätte Haus Vaterland eine HO-Gaststätte betrieben. Als das Gebäude aber völlig ausbrannte, ließ man es aufgrund der ungünstigen Grenzlage verfallen. Dies geschah durch eine Brandstiftung im Rahmen des Volksaufstands am 17. Juni 1953. Später wurden die Fenster zugemauert und weitere Sicherungsmaßnahmen im Zuge der Grenzbefestigung vorgenommen, insbesondere nach dem Bau der Berliner Mauer.

#### Nach dem Gebietstausch

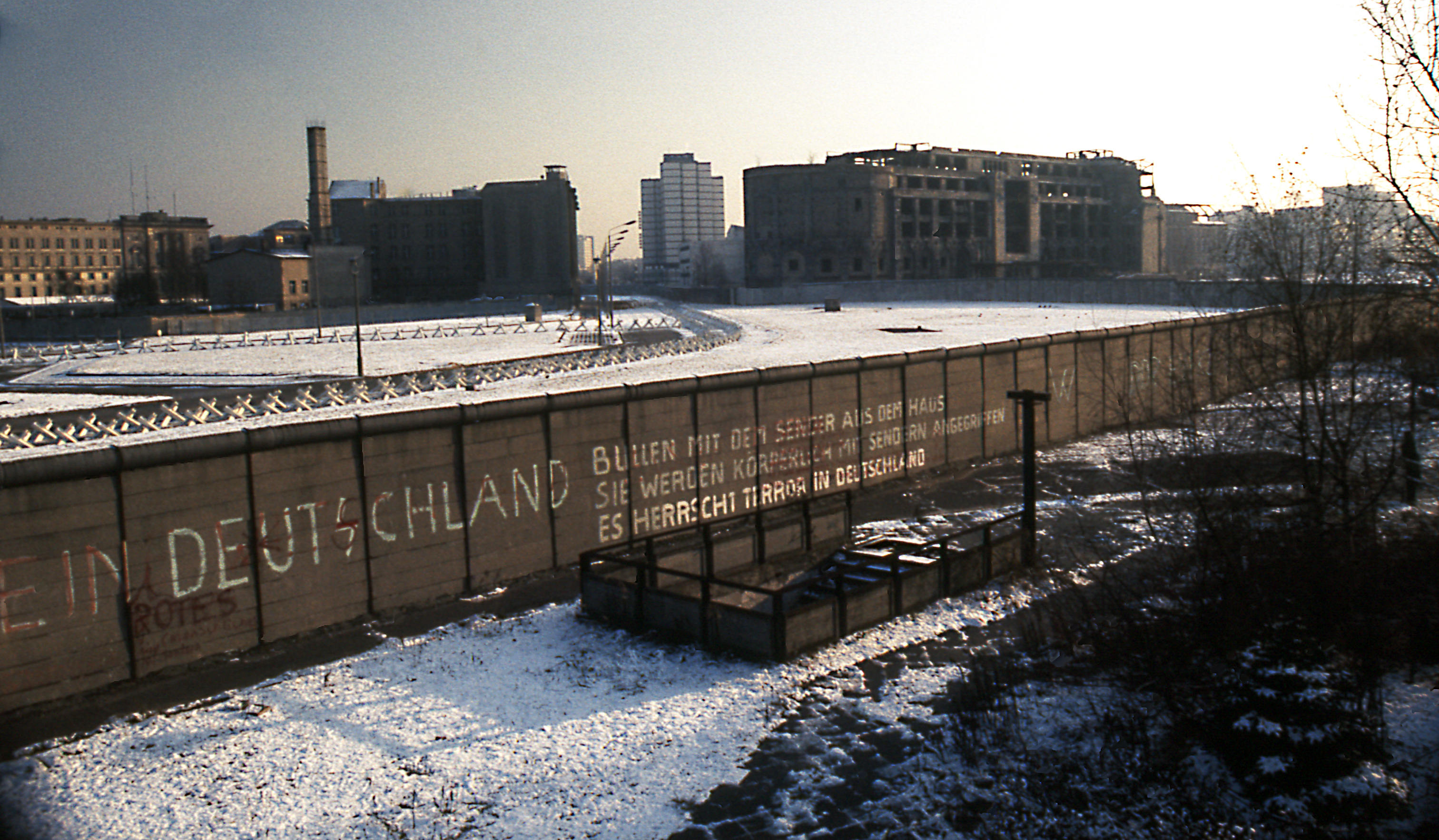
Ruine (hinten rechts) kurz vor dem Abriss, 1975

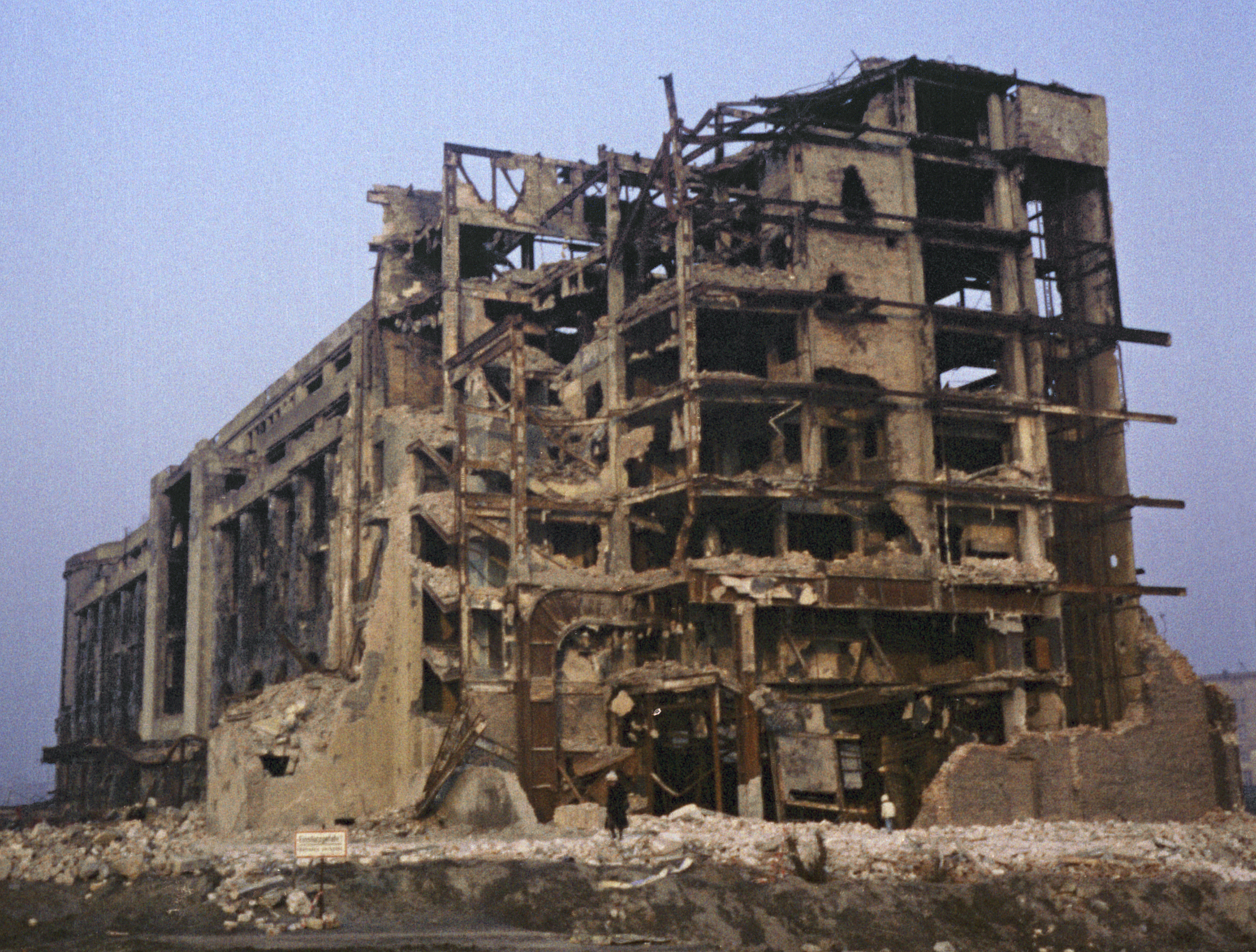
Ruine im Blick nach Norden, kurz vor dem Abriss, 22. Februar 1976

Am 21. Juli 1972 kam die Ruine durch Gebietstausch zusammen mit dem Gelände des 1952 endgültig stillgelegten Potsdamer Bahnhofs nach West-Berlin. Sie ragte als eine der wenigen verbliebenen Bauten aus der innerstädtischen Brachlandschaft am Potsdamer Platz heraus. Die tragende Struktur des Gebäudes war noch so gut erhalten geblieben, dass ein Wiederaufbau möglich gewesen wäre. Zugunsten einer nie gebauten Stadtautobahn wurde es aber 1976 abgerissen.
Heute steht das Haus Potsdamer Platz Nr. 10 im Wesentlichen dort, wo sich früher das Haus Vaterland befand. Es handelt sich um ein Büro- und Geschäftshaus, das zum Ensemble der Park Kolonnaden gehört. Seine runde Fassade an der Nordseite erinnert an das Haus Vaterland, es besitzt aber keine Kuppel. Die angrenzenden Flächen des ehemaligen Potsdamer Bahnhofs wurden nicht bebaut, sondern als Grünfläche unter dem Namen Tilla-Durieux-Park gestaltet.

## Sonstiges
Die Schriftstellerin Inge von Wangenheim verwendete den Namen des Etablissements im Titel ihrer Autobiografie Mein Haus Vaterland. Ihre Mutter war Schneiderin und hatte sich im Jahr 1929 den Generalauftrag für die Kleider der Darsteller im Haus Vaterland gesichert. Die Tätigkeit, bei der von Wangenheim ihre Mutter nach Kräften unterstützte, war zur Zeit der Weltwirtschaftskrise zwar ein einigermaßen sicherer Broterwerb, aber dennoch eher gnadenlose Selbstausbeutung denn ein lukrativer Job.
Im Haus Vaterland spielt die Handlung des Kriminalromans Die Akte Vaterland  von Volker Kutscher. Das Buch ist Teil der Gereon-Rath-Reihe, der Vorlage für die Fernsehserie Babylon Berlin.
Das Foto von Hubert Gottschling aus dem Jahr 1976 kurz vor dem Abriss wurde in einer schwarz/weiß-Umsetzung erstmals im Winter 2001 in den blätter zum verständnis veröffentlicht und fand sich 2002–2003 in einer Installation an der Rückwand der Bar wortvirus in Berlin-Schöneberg.